# Mario da Costa
Mario da Costa López (Málaga, 14 de mayo de 2001) es un futbolista español que juega como centrocampista en el Real Club Recreativo de Huelva.

## Trayectoria
Nacido en Málaga, Mario es jugador formado en la Academia del Málaga CF y en el equipo juvenil del CD San Félix. 
En la temporada 2020-21, hace su debut con el Atlético Malagueño en la Tercera División de España.
En julio de 2021, firma por el Granada CF "B" de la Segunda Federación, en el que jugaría durante dos temporadas.
En la temporada 2022-23, logra el ascenso a la Primera Federación, disputando 37 partidos oficiales en los que anota 7 goles.
El 18 de julio de 2023, firma por el Club Deportivo Eldense de la Segunda División.
El 17 de agosto de 2023, firma por el Club Atlético de Madrid "B" de la Segunda Federación, cedido por el CD Eldense.
El 1 de julio de 2025, pasa a formar parte del Real Club Recreativo de Huelva.

## Clubes
Actualizado al último partido disputado el 15 de agosto de 2025.
| Club                                 | País   | Año       | Partidos | Goles |
| ------------------------------------ | ------ | --------- | -------- | ----- |
| Atlético Malagueño                   | España | 2020-2021 | 19       | 3     |
| Granada CF "B"                       | España | 2021-2023 | 67       | 13    |
| CD Eldense                           | España | 2023-act. | 0        | 0     |
| Club Atlético de Madrid "B" (cedido) | España | 2023-act. | 8        | 1     |
| C.D. Lugo                            | España | 2023-2024 | 15       | 3     |
| A.D. Alcorcón                        | España | 2024-2025 | 23       | 1     |
| Recreativo de Huelva                 | España | 2025-act. |          |       |